# مایک فیشر (راننده مسابقه)
مایکل جی. فیشر (انگلیسی: Michael J. Fisher؛ زادهٔ ۱۳ مارس ۱۹۴۳ در هالیوود، کالیفرنیا) رانندهٔ سابق مسابقات اتومبیل‌رانی فرمول یک اهل ایالات متحده آمریکا است که در فصل ۱۹۶۷ در مجموع در دو گراند پری شرکت کرد، اما موفق به کسب هیچ امتیازی نشد.